# Camarones
A comuna de Camarones está localizada na província de Arica, Região de Arica e Parinacota (XV Região), Chile. Possui uma área de 3.927 km² e uma população de 1.508 habitantes (2007).
Antes da criação da Região de Arica e Parinacota, em 2008, a comuna pertencia à Região de Tarapacá (I Região).